# Еллісон Дженні
Еллісон Брукс Дженні (англ. Allison Brooks Janney; нар. 19 листопада 1959, Бостон, Массачусетс) — американська акторка театру, кіно, телебачення і озвучування. Володарка семи премій «Еммі», шести премій Гільдії кіноакторів США і премії «Золотий глобус». Лауреатка премії «Оскар» за найкращу жіночу роль другого плану (2018).
Досягла найбільшого успіху завдяки ролі Сі-Джей Крегг в серіалі NBC «Західне крило» (1999—2006), яка принесла їй чотири премії «Еммі» і чотири премії Гільдії кіноакторів США. У 2014 році вона виграла відразу дві «Еммі»; за основну роль в ситкомі CBS «Матуся» і другорядну в серіалі Showtime «Майстри сексу». За роботу в театрі Дженні двічі номінувалася на премію «Тоні»; за провідні ролі в п'єсі «Вид з моста» (1998) і мюзиклі «З дев'яти до п'яти» (2009).

## Кар'єра
Знялася в понад 70 кінофільмах за свою кар'єру, найчастіше виконуючи ролі другого плану.
Двічі номінувалася на премію «Незалежний дух» за ролі у фільмах «Наше все» (2005) і «Життя у воєнні часи» (2009). Як частина акторського ансамблю Елісон Дженні отримала дві «Премії Гільдії кіноакторів США» і «Національної ради кінокритиків США» за фільми «Краса по-американськи» (1999) і «Прислуга» (2011). Також вона з'явилася у фільмах «Об'єкт мого захоплення» (1998), «Вбивча краса» (1999), «Години» (2002), «Лак для волосся» (2007), «Джуно» (2007), «Дорога, дорога додому» (2013), «Теммі» (2014) і" Шпигун" (2015).

## Фільмографія

### Фільми
| Рік  |    | Українська назва                    | Оригінальна назва                           | Роль                        |
| ---- | -- | ----------------------------------- | ------------------------------------------- | --------------------------- |
| 1989 | ф  | Хто стріляв у Пета?                 | Who Shot Patakango?                         | міс Пенні                   |
| 1994 | ф  |                                     | Dead Funny                                  | Дженніфер                   |
| 1994 | ф  |                                     | The Cowboy Way                              | оператор поліції Нью-Йорка  |
| 1994 | ф  | Вовк                                | Wolf                                        | дівчина на вечірці          |
| 1994 | ф  | Диво на 34-й вулиці                 | Miracle on 34th Street                      | жінка в різдвяному магазині |
| 1996 | ф  |                                     | Walking and Talking                         | Gum Puller                  |
| 1996 | ф  | Довга ніч                           | Big Night                                   | Енн                         |
| 1996 | ф  | Вірність                            | Faithful                                    | продавчиня                  |
| 1996 | ф  | Компаньйон                          | The Associate                               | Сенді                       |
| 1997 | ф  | Частини тіла                        | Private Parts                               | Ді Ді                       |
| 1997 | ф  | Крижаний шторм                      | The Ice Storm                               | Дот Хелфорд                 |
| 1998 | ф  | Об'єкт мого захоплення              | The Object of My Affection                  | Констанс Міллер             |
| 1998 | ф  | Основні кольори                     | Primary Colors                              | міс Волш                    |
| 1998 | ф  | Знаменитість                        | Celebrity                                   | Нола                        |
| 1998 | ф  | Шість днів, сім ночей               | Six Days, Seven Nights                      | Марджорі, бос Робіна        |
| 1999 | ф  | 10 речей, які я в тобі ненавиджу    | 10 Things I Hate About You                  | міс Перкі                   |
| 1999 | ф  | Вбивча краса                        | Drop Dead Gorgeous                          | Лоретта                     |
| 1999 | ф  | Краса по-американськи               | American Beauty                             | Барбара Фітс                |
| 2000 | ф  | Медсестричка Бетті                  | Nurse Betty                                 | Ліла Бренч                  |
| 2002 | ф  | Години                              | The Hours                                   | Саллі Лестер                |
| 2003 | мф | У пошуках Немо                      | Finding Nemo                                | Персик (голос)              |
| 2003 | ф  |                                     | How to Deal                                 | Лідія Мартін                |
| 2004 | ф  |                                     | Piccadilly Jim                              | Євгенія Крокер              |
| 2004 | ф  |                                     | Winter Solstice                             | Моллі Ріпкін                |
| 2005 | ф  |                                     | Strangers with Candy                        | Елліс                       |
| 2005 | ф  |                                     | The Chumscrubber                            | Еллі Стіфл                  |
| 2005 | ф  |                                     | Our Very Own                                | Джоан Вітфілд               |
| 2006 | мф | Лісова братія                       | Over the Hedge                              | Гледіс Шарп (голос)         |
| 2007 | ф  | Лак для волосся                     | Hairspray                                   | Пруді Пінглтон              |
| 2007 | ф  | Джуно                               | Juno                                        | Ванесса Лорінґ              |
| 2011 | ф  | Маргарет                            | Margaret                                    | Моніка Паттерсон            |
| 2011 | ф  | Прислуга                            | The Help                                    | Шарлотта Філан              |
| 2011 | ф  | Любовна халепа                      | The Oranges                                 | Кеті Острофф                |
| 2012 | ф  | Удар блискавки                      | Struck by Lightning                         | Шеріл Філліпс               |
| 2012 | ф  | Тисяча слів                         | A Thousand Words                            | Саманта Девіс               |
| 2012 | ф  | Гуманітарні науки                   | Liberal Arts                                | Джудіт Фейрфілд, професорка |
| 2014 | ф  |                                     | Tammy                                       | Деб                         |
| 2014 | ф  | Дні та ночі                         | Days and Nights                             | Елізабет                    |
| 2014 | мф | Містер Пібоді та Шерман             | Mr. Peabody & Sherman                       | місіс Грунйон (голос)       |
| 2015 | ф  | Простачка                           | The Duff                                    | Дотті Пайпер                |
| 2015 | ф  | Шпигунка                            | Spy                                         | Елейн Крокер                |
| 2015 | мф | Посіпаки                            | Minions                                     | Мадж Нельсон (голос)        |
| 2016 | ф  | Таллула                             | Tallulah                                    | Марго                       |
| 2016 | мф | У пошуках Дорі                      | Finding Dory                                | Персик (голос)              |
| 2016 | ф  | Дім дивних дітей міс Сапсан         | Miss Peregrine's Home for Peculiar Children | доктор Голан                |
| 2016 | ф  | Дівчина у потягу                    | The Girl on the Train                       | Райлі                       |
| 2017 | ф  |                                     | A Happening of Monumental Proportions       | Ніколс                      |
| 2017 | ф  | Я, Тоня                             | I, Tonya                                    | Лавона Фей Ґолден           |
| 2019 | ф  | Загін "Нуль"                        | Troop Zero                                  | місс Мессі                  |
| 2019 | ф  | Ма                                  | Ma                                          | доктор Брукс                |
| 2019 | ф  | Бездоганний                         | Bad Education                               | Пем Глаклін                 |
| 2019 | ф  | Сенсація                            | Bombshell                                   | Сюзан Естріх                |
| 2019 | мф | Родина Адамсів                      | The Addams Family                           | Марго Нідлер (голос)        |
| 2020 | ф  | Ледача Сьюзен                       | Lazy Susan                                  | Велвет Свенсон              |
| 2021 | ф  | Дати дуба в окрузі Юба              | Breaking News in Yuba County                | Сью Баттонс                 |
| 2022 | ф  | Заради Леслі                        | To Leslie                                   | Ненсі                       |
| 2022 | ф  | Лу                                  | Lou                                         | Лу                          |
| 2022 | ф  | Люди, яких ми ненавидимо на весіллі | The People We Hate at the Wedding           | Донна                       |
| 2023 | ф  | Творець                             | The Creator                                 | Хауелл                      |
| 2025 | ф  | Роузи                               | The Roses                                   | Елеанор                     |

### Телебачення
| Рік       |    | Українська назва          | Оригінальна назва                               | Роль                                                                    |
| --------- | -- | ------------------------- | ----------------------------------------------- | ----------------------------------------------------------------------- |
| 1991      | с  |                           | Morton & Hayes                                  | Беатріс Калдікотт-Хейз (2 епізоди)                                      |
| 1992      | с  | Закон і порядок           | Law & Order                                     | Нора (Епізод: "Star Struck")                                            |
| 1993—1995 | с  | Дороговказне світло       | Guiding Light                                   | Джинджер (2 епізоди)                                                    |
| 1994      | с  | Закон і порядок           | Law & Order                                     | Енн Медсен (Епізод: "Old Friends")                                      |
| 1995      | с  |                           | The Wright Verdicts                             | Аліса Кляйн (Епізод: "Sins of the Father")                              |
| 1995      | с  |                           | New York Undercover                             | Вівіан (Епізод: "Digital Underground")                                  |
| 1998      | тф | Девід і Ліза              | David and Lisa                                  | Алікс                                                                   |
| 1999—2006 | с  | Західне крило             | The West Wing                                   | Сі Джей Крегг (155 епізодів)                                            |
| 2001—2002 | с  | Фрейзер                   | Frasier                                         | Філіс / Сюзанна (2 епізоди)                                             |
| 2003      | мс | Король гори               | King of the Hill                                | Лора (голос, Епізод: "Full Metal Dust Jacket")                          |
| 2005      | с  | Косяки                    | Weeds                                           | міс Грінштейн (Епізод: "Lude Awakening")                                |
| 2007      | с  | Два з половиною чоловіки  | Two and a Half Men                              | Беверлі (Епізод: "My Damn Stalker")                                     |
| 2007      | с  | Студія 60 на Сансет-Стрип | Studio 60 on the Sunset Strip                   | у ролі самої себе (Епізод: "The Disaster Show")                         |
| 2009—2013 | мс | Фінеас і Ферб             | Phineas and Ferb                                | Шарлін Дуфеншмірц (голос, 9 епізодів)                                   |
| 2010      | с  | Загублені                 | Lost                                            | "Мати" (Епізод: "Across the Sea")                                       |
| 2011      | с  | Містер Саншайн            | Mr. Sunshine                                    | Крістал Коен (13 епізодів)                                              |
| 2012      | с  | Невиліковне Це            | The Big C                                       | Ріта Стросс (Епізод: "Life Rights")                                     |
| 2012      | мс | Робоцип                   | Robot Chicken                                   | Граммі Гаммі / жінка (голос, Епізод: "In Bed Surrounded by Loved Ones") |
| 2013—2015 | с  | Майстри сексу             | Masters of Sex                                  | Маргарет Скаллі (9 епізодів)                                            |
| 2013—2021 | с  | Матуся                    | Mom                                             | Бонні Планкетт (170 епізодів)                                           |
| 2014      | с  | Вебтерапія                | Web Therapy                                     | Джудіт Фрік (2 епізоди)                                                 |
| 2016      | мс | Сімпсони                  | The Simpsons                                    | Джулія (голос, Епізод: "Friends and Family")                            |
| 2017—2018 | мс | С означає Сім'я           | F Is for Family                                 | Генрієтта Ван Хорн (голос, 5 епізодів)                                  |
| 2017      | мс | Американський тато!       | American Dad!                                   | Джессі (голос, Епізод: "Family Plan")                                   |
| 2018—2020 | мс | Качині історії            | DuckTales                                       | Голді О'Гі (голос, 5 епізодів)                                          |
| 2019      | с  | Метод Комінськи           | The Kominsky Method                             | у ролі самої себе (Епізод: "Chapter 16. A Thetan Arrives")              |
| 2020      | тф |                           | A West Wing Special to Benefit When We All Vote | Сі Джей Крегг                                                           |
| 2021      | мс | Команда К                 | Q-Force                                         | (голос, Епізод: "WeHo Confidential")                                    |
| 2022      | с  |                           | Who Do You Think You Are?                       | у ролі самої себе (Епізод: "Allison Janney")                            |
| 2024      | с  | Палм Рояль                | Palm Royale                                     | Евелін Роллінс (10 епізодів)                                            |
| 2024      | с  | Угамуй свій запал         | Curb Your Enthusiasm                            | Синтія (Епізод: "No Lessons Learned")                                   |
| 2024      | с  | Дипломатка                | The Diplomat                                    | Ґрейс Пенн (2 епізоди)                                                  |